# Exbi
Exbi (förkortat Ei) är ett binärt prefix som betyder 260 = 1 152 921 504 606 846 976. Prefixet exbi har fått sitt namn av att det ungefär motsvarar SI-prefixet exa (1018 = 1 000 000 000 000 000 000).
Binära prefix används främst när man uttycker minnesstorlekar och minnesåtgång i datorer; 260 bytes är en exbibyte (EiB), men kallas ofta slarvigt för en exabyte.